# Blankets
Blankets è un romanzo a fumetti autobiografico scritto e disegnato da Craig Thompson, pubblicato nel 2003 dalla Top Shelf Productions e nel 2004 in lingua italiana della Coconino Press.
Nel romanzo vengono raccontate l'infanzia dell'autore in una famiglia cristiana evangelica, il suo primo amore e i suoi primi anni da adulto. Thompson ha dichiarato che l'intero romanzo è nato da una semplice idea: descrivere come ci si sente nel dormire vicino a qualcuno per la prima volta.
Nel 2005 Blankets è stato selezionato da Time come uno dei 10 migliori graphic novel pubblicati in lingua inglese dal 1923 al 2005.

## Storia della pubblicazione
La prima idea per Blankets nacque nei taccuini dell'autore nell'ottobre 1997, poco dopo essersi trasferito a Portland, quando aveva 22 anni. Nonostante il distacco dal Wisconsin, rimaneva forte la nostalgia per i legami affettivi e i bianchi inverni della sua terra d'origine. A quel tempo Craig si limitò tuttavia a realizzare tre pagine di schizzi preparatori in quanto la neonata casa editrice Top Shelf era più interessata ad un tipo di storia cartoonesca e non autobiografica. Questo portò alla realizzazione del suo primo libro, Addio, Chunky Rice, a cui dedicò un anno e mezzo di lavoro. Le prime pagine erano dedicate a colei con la quale l'autore aveva condiviso il letto per la prima volta. Questo dava una connotazione seria e tutt'altro che cartoonesca alla storia.
Fu solo alla fine del 1999 che Thompson riprese a lavorare sul romanzo grafico, che fu pubblicato tre anni e mezzo dopo, nel 2003. Dopo tre mesi di lavoro e circa cento pagine, l'autore si rese conto dell'importanza di includere il fratello nella narrazione; da bambino, era stato con lui che aveva condiviso per la prima volta un letto, sebbene per motivi completamente diversi. La loro esperienza condivisa da bambini, culminata in un episodio divertente legato a uno "scontro a suon di pipì", divenne un elemento chiave per equilibrare il tono della storia, aggiungendo un tocco di umorismo a una narrazione che rischiava di diventare troppo seria. Dopo aver completato una bozza di 458 pagine nel marzo 2000, l’autore iniziò a disegnare le tavole definitive ad agosto dello stesso anno, dividendosi tra illustrazioni commissionate e il lavoro sul libro. Il ritmo iniziale era sostenuto, con due tavole al giorno, ma rallentò negli ultimi capitoli per una maggiore cura della composizione e la necessità di trovare una giusta conclusione.
Tra il 2000 e il 2001, i viaggi in Wisconsin e Francia furono decisivi per la stesura finale del progetto. Il ritorno in Wisconsin ispirò il capitolo conclusivo nel quale l'autore cerca una sorta di riconnessione con la famiglia. In Francia, il Festival di Angoulême e le opere di Blutch, Baudoin e Trondheim stimolarono un approccio più ambizioso, con l'adozione di un tratto più espressivo e lirico, nonché trovare il coraggio di impostare il tutto in un romanzo a fumetti di oltre 500 tavole. Con Blankets, l'autore cercava di distanziarsi dalla cultura delle fumetterie di quel periodo, caratterizzate da una mentalità da collezionisti e dal formato dei fumetti seriali, di cui era ormai stanco.
La produzione continuò fino al novembre 2002, intervallata da pause per lavori su commissione. Nei primi mesi del 2003, l’autore si occupò della scansione delle tavole e del design del libro. Nonostante le difficoltà finanziarie dell’editore Top Shelf, dovuta anche alla scarso successo della prima opera di Thompson, Blankets fu pubblicato grazie a un prestito del distributore, segnando un punto di svolta nella carriera dell’autore. Il successo del libro portò a un lungo tour promozionale internazionale, durante il quale nacque il suo terzo libro, Carnet di viaggio (2004).
I temi religiosi affrontati in Blankets non nacquero da una scelta premeditata, ma emersero in modo naturale durante il processo creativo. Per l’autore, il libro ha rappresentato una sorta di "coming out", permettendogli di esprimere il conflitto interiore legato al rapporto con la fede. Questa esposizione pubblica non fu accolta positivamente dai genitori, che manifestarono scetticismo riguardo all'idea di raccontare la vita familiare. L'autore intendeva utilizzare i propri ricordi personali, anche quelli più dolorosi, per offrire ai lettori uno spazio di riflessione sulle loro esperienze. Dall'altro lato l'autore e i suoi fratelli, poco abituati a condividere pensieri profondi e personali, hanno trovato in Blankets l'occasione per confrontarsi su infanzia, sessualità e spiritualità, temi centrali del libro.

## Personaggi

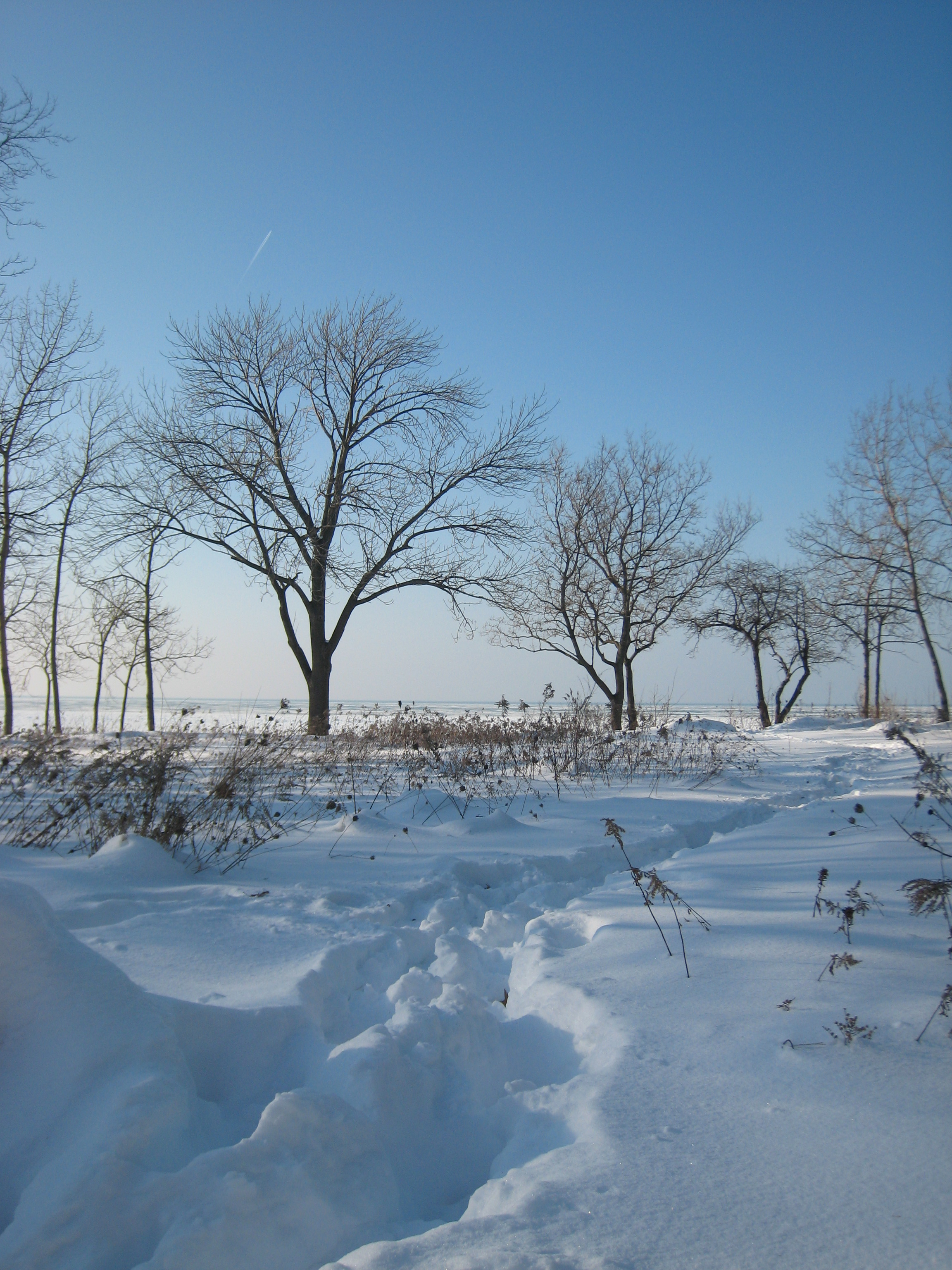
Blankets è ambientato principalmente durante i freddi inverni del Wisconsin e del Michigan degli anni '90.

- Craig è il protagonista del romanzo. Cresciuto in una famiglia cristiana evangelica del Wisconsin, ha un complesso rapporto con la religione che va avanti durante tutta la narrazione e si risolve solamente con il suo ingresso nell'età adulta. Ha un fratello più giovane, Phil.
- Phil è il fratello piccolo di Craig. Durante l'infanzia i due ragazzi hanno un rapporto molto stretto, aiutato dalla comune passione per il disegno, ma con il passare degli anni si allontaneranno. Torneranno a riavvicinarsi dopo il rientro di Craig da casa di Raina.
- Raina è il primo amore di Craig. I due si conoscono in un campo invernale parrocchiale, e nonostante la grande distanza che li separa (Raina è del Michigan) instaureranno un rapporto d'amore.

## Trama
Blankets è ambientato principalmente nel Wisconsin e nel Michigan degli anni '90, e il protagonista è Craig. Lui e il suo fratello minore Phil (l'autore in verità ha anche una sorella, che però nella storia non compare) crescono in una famiglia poco abbiente, sotto una rigida educazione religiosa impartita dai genitori, che sono cristiani strettamente osservanti. A scuola Craig è un escluso, vittima del bullismo dei suoi coetanei. Ha un grande talento artistico, che però incontra ben poco entusiasmo da parte dei suoi genitori ed educatori. La parte centrale della narrazione riguarda Raina, una ragazza che Craig conosce al campo invernale della parrocchia e che diventa subito sua amica. Raina lo invita a passare alcuni giorni a casa sua, in Michigan, dove Craig fa la conoscenza della famiglia di lei, anch'essa molto religiosa e attualmente tormentata dalla crisi matrimoniale dei genitori. Craig, che vede in Raina una vera e propria musa, è fortemente innamorato di lei, e la notte prima di tornare a casa sua, dorme con lei nel suo letto. La loro relazione però non si svilupperà, perché la ragazza non vorrà avere una storia d'amore a distanza. Tornato a casa, Craig si confronta con il fratello Phil, con cui i rapporti si erano negli ultimi anni raffreddati, e con la propria religiosità.

## Stile e influenze
Con quest'opera, Craig si discosta dallo stile cartoonesco di Addio, Chunky Rice, approcciandosi a uno stile basato su uno studio attento della realtà condotto tramite il disegno dal vero:
Questo suo approccio fu dovuto anche al fatto che in quel periodo l'autore non avesse accesso a strumenti digitali o fotografie come riferimento. Per riprodurre oggetti o scene specifiche, Craig usciva di casa per osservarli dal vivo, abbozzandoli rapidamente su carta. Lo stesso modo di operare lo applicava alle anatomie, che venivano studiate attraverso schizzi dal vero, spesso con l’aiuto di modelli come la fidanzata di allora Melissa e un'amica, Miriam. La realizzazione di Blankets è stata un processo profondamente manuale e meditativo, radicato nell'esperienza diretta e nella sperimentazione.
Questo cambio di stile venne inoltre influenzato dal panorama fumettistico francese. Il viaggio in Francia e l'esposizione alla nuova ondata di fumettisti indipendenti hanno avuto un impatto importante sullo stile. Tra le opere che hanno ispirato il progetto ci sono Il piccolo Christian di Blutch per il virtuosismo anatomico e l’uso del pennello, Piero di Edmond Baudoin per la poetica dell’infanzia, e Lapinot et les Carottes de Patagonie di Lewis Trondheim, che ha suggerito l’idea di lavorare su un’opera lunga e complessa.
Nonostante vi sia un'ispirazione diretta dalla realtà, le figure sono stilizzate con una pennellata espressiva ed organica. Il suo stile è gestuale e comunica le emozioni in modo efficace. Thompson usa simboli come mezzo per mostrare emozioni, come paura, amore, attrazione, così come i regni dei sensi come suono e gusto. Come Chris Ware, Thomson ritiene infatti che i fumetti abbiano un valore simbolico. Non a caso Craig cita come sue influenze gli artisti simbolisti Gauguin e Henri de Toulouse-Lautrec. Fonde elementi dell'iconografia cristiana a paesaggi onirici di pura immaginazione che si perdono talvolta in elementi decorativi quasi astratti richiamando le composizioni di artisti come Mirò e Paul Klee.
La fase iniziale della scrittura avveniva sotto forma di miniature: piccole tavole disegnate a penna su fogli da stampante tagliati a metà. Questo approccio consentiva di lavorare sui tempi di lettura e sulla composizione prima di passare alle tavole definitive. Una volta completata la bozza iniziale, il lavoro è proseguito con una revisione approfondita che ha portato a scartare molte pagine, fino al momento in cui l'autore ha iniziato a disegnare seriamente, prima a matita e poi ripassando a china. Le tavole definitive sono state disegnate su fogli poco più grandi di un formato A4 e successivamente ridotte al 70% per l’impaginazione. La tecnica prevedeva l’uso di matite e successiva inchiostrazione con pennello sintetico economico. Solo verso la fine del libro, l’autore si è concesso il lusso di un pennello di zibellino, rallentando i ritmi per curare maggiormente la composizione e l'equilibrio delle immagini.

## Premi e riconoscimenti
- 2004 Harvey Awards: Best Artist, Best Graphic Album of Original Work e Best Cartoonist[11]
- 2004 Eisner Awards: Best Graphic Album e Best Writer/Artist[12]
- 2004 Ignatz Awards: Outstanding Artist e Outstanding Graphic Novel or Collection[13]
- 2005 Prix de la critique

## Edizioni
- Craig Thompson, Blankets, traduzione di Elena Fattoretto, collana Coconino Cult, Coconino Press, 2004,  p. 592, ISBN 88-88063-97-8.
- Craig Thompson, Blankets, traduzione di C. Manzolelli, prefazione di Luca Sofri, collana Rizzoli Lizard, Rizzoli, 2010,  p. 592, ISBN 88-17-04373-7.